# Meana di Susa
Meana di Susa (piemonti nyelven Meana) egy község Olaszországban, Torino megyében.

## Elhelyezkedése

Meana di Susa község Torino megye térképén

Meana di Susa a Susa-völgyben található, és a Susa- és Sangone-völgyi Hegyi Közösség részét képezi. A Meana di Susaval határos települések:Fenestrelle, Gravere, Mattie, Susa és Usseaux.

## Fordítás
- Ez a szócikk részben vagy egészben  a   Meana di Susa című olasz Wikipédia-szócikk fordításán alapul.  Az eredeti cikk szerkesztőit annak laptörténete sorolja fel. Ez a jelzés csupán a megfogalmazás eredetét és a szerzői jogokat jelzi, nem szolgál a cikkben szereplő információk forrásmegjelöléseként.